# Гірські ліси долини Кауки
Гірські ліси долини Кауки (ідентифікатор WWF: NT0136) — неотропічний екорегіон тропічних та субтропічних вологих широколистяних лісів, розташований в Колумбійських Андах.

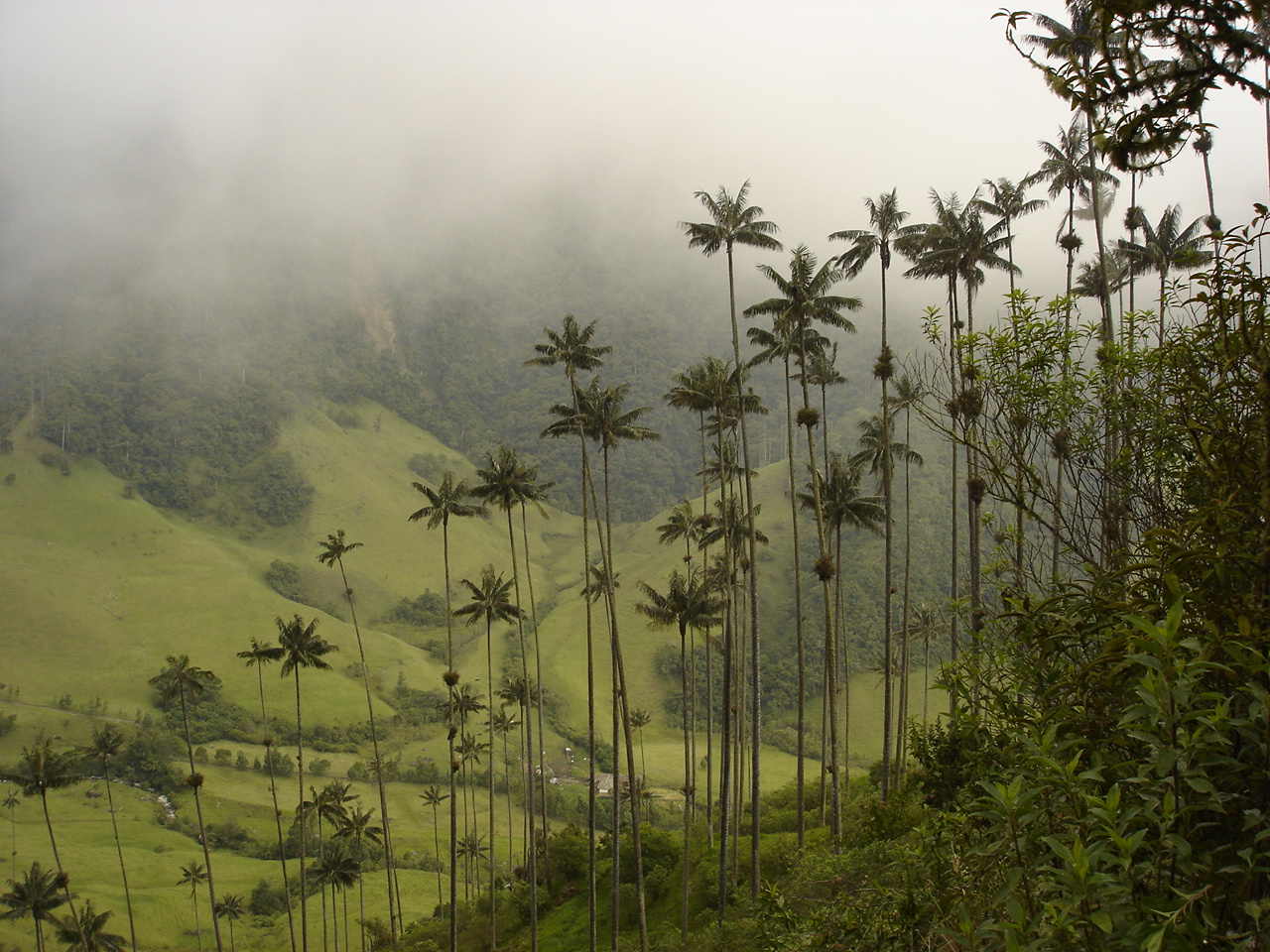
Кіндійські воскові пальми (Ceroxylon quindiuense) у долині Долина Кокора

## Географія
Екорегіон гірських лісів долини Кауки розташований на заході Колумбії, у внутрішніх районах Колумбійських Анд. Він охоплює більшу частину долини Кауки, яка простягається на 600 км з півночі на південь, а також навколишні гори — східні схили Кордильєри-Оксиденталь або Західного хребта та західні схили Кордильєри-Сентраль або Центрального хребта. Порівняно з долиною Магдалени, розташованою східніше, долина Кауки більш вузька та розташована вище над рівнем моря. На висоті 1000 м над рівнем моря пологі схили навколишніх передгір'їв переходять у стрімкі гірські схили, порізані численними каньйонами та річковими долинами. Водні потоки, що стікають з навколишніх гір, впадають у Кауку — головну річку регіону та найбільшу притоку Магдалени.
Гори Кордильєри-Сентраль почали формуватися наприкінці палеозойської ери, однак все ще залишалися низькими у крейдовому періоді, натомість формування Кордильєри-Оксиденталь почалося лише наприкінці мезозою. Андська складчастість у міоцені призвела до формування сучасної конфігурації Колумбійських Анд, які складаються з трьох гірських хребтів: Західного, Центрального та Східного, розділених двома великими міжандійськими долинами, по яким протікають Магдалена та Каука. Сучасної висоти Колумбійські Анди досягли у пліоцені та плейстоцені. Кордильєра-Сентраль підіймається на висоту понад 5000 м над рівнем моря, а її найвищими вершинами є діючі вулкани Невадо-дель-Уїла (5364 м), Невадо-дель-Руїс (5389 м) та Невадо-дель-Толіма (5276 м). Кордильєра-Оксиденталь вужча та нижча, її найвищою вершиною є гора Серро-Татама заввишки 4100 м. На схилах Кордильєри-Сентраль переважають надзвичайно родючі вулканічні ґрунти, а на схилах Кордильєри-Оксиденталь — латеритні та вапнякові ґрунти.
На півночі, у нижній частині долини Кауки, екорегіон переходить у вологі ліси Магдалени та Ураби, в горах на заході — у гірські ліси Північно-Західних Анд, а в горах на сході — у гірські ліси долини Магдалени. Найпосушливіша центральна частина долини Кауки є частиною окремого екорегіону сухих лісів долини Кауки, а найвищі гірські вершини навколишніх хребтів — екорегіону північноандійського парамо.

## Клімат
На низьких висотах екорегіону переважає екваторіальний клімат (Af за класифікацією кліматів Кеппена), а на великих висотах — високогірний субтропічний клімат (Cfb за класифікацією Кеппена). Середньорічна кількість опадів коливається від 500-1000 мм у посушливих районах на східних схилах Західного хребта до 3000 мм у високогір'ях Центрального хребта.

## Флора
Рослинний покрив екорегіону представлений гірськими тропічними лісами та хмарними лісами. Кліматичне різноманіття екорегіону призводить до високого бета-різноманіття місцевої флори, тобто її видовий склад швидко змінюється на коротких відстанях уздовж екологічних градієнтів зі збільшенням висоти над рівнем моря. Рівень ендемізму місцевої флори також є доволі високим. Альфа-різноманіття, тобто концентрація різних видів у одній місцевості, тут не таке високе, як у низинних лісах, але регіональне різноманіття дуже високе.
У вологих лісах, поширених на висоті від 1000 до 1500 м над рівнем моря, переважають представники родин Бобові (Fabaceae) та Шовковицеві (Moraceae), а у лісах поширених на висоті від 1500 до 3000 м над рівнем моря — представники родин Лаврові (Lauraceae), Меластомові (Melastomataceae) та Маренові (Rubiaceae). У гірських лісах долини Кауки росте багато пальм, зокрема різні види воскових пальм (Ceroxylon spp.), серед яких слід відзначити кіндійську воскову пальму (Ceroxylon quindiuense), найвищу пальму у світі, що може досягати 45-60 м заввишки. Також у них зустрічаються різні види дерев північноамериканського походження, які потрапили до Південної Америки через Панамський перешийок, зокрема загостренолисті вільхи (Alnus acuminata), колумбійські дуби (Quercus humboldtii), андійські горіхи (Juglans neotropica) та різні види талаум (Talauma spp.). Ліси екорегіону є центром різноманіття для чагарників та епіфітів з родин Геснерієві (Gesneriaceae), Зозулинцеві (Orchidaceae), Маренові (Rubiaceae) та Меластомові (Melastomataceae).

## Фауна
Фауна екорегіону також характеризується високим різноманіттям. Тут зустрічається 120 видів ссавців, понад 500 видів птахів, 92 види жаб та 200 видів метеликів.
Серед великих ссавців, поширених в лісах регіону, слід відзначити південноамериканського тапіра (Tapirus terrestris), гірського тапіра (Tapirus pinchaque), ошийникового пекарі (Dicotyles tajacu), американську мазаму (Mazama americana), рудого ревуна (Alouatta seniculus), бурогорлого лінивця (Bradypus variegatus), північного двопалого лінивця (Choloepus hoffmanni), пуму (Puma concolor), ягуара (Panthera onca) та очкового ведмедя (Tremarctos ornatus), а серед менших ссавців — північного пуду (Pudella mephistophiles), чорно-білого капуцина (Cebus capucinus), сірочереву нічну мавпу (Aotus lemurinus), оцелота (Leopardus pardalis), онцилу (Leopardus tigrinus), західного коаті (Nasuella olivacea), пакарану (Dinomys branickii), гірську паку (Cuniculus taczanowskii), центральноамериканського агуті (Dasyprocta punctata), рудохвосту вивірку (Sciurus granatensis), малого лісового рисового хом'яка (Microryzomys minutus), колумбійську лісову мишу (Chilomys instans), андійського біловухого опосума (Didelphis pernigra), кауканського стрункого опосума (Marmosops caucae) та північного тамандуа (Tamandua mexicana).
Ендеміками екорегіону є стрункі опосуми Хендлі (Marmosops handleyi), а майже ендемічними його представниками — малі мазами (Mazama rufina), сірорукі нічні мавпи (Aotus griseimembra), колумбійські ласиці (Neogale felipei), олінгіто (Bassaricyon neblina), андійські вивірки (Sciurus pucheranii), західні карликові вивірки (Microsciurus mimulus), гірські пацюки-рибоїди (Neusticomys monticolus), попелясточереві андійські миші (Thomasomys cinereiventer), шовковисті андійські миші (Thomasomys bombycinus), попаянські андійські миші (Thomasomys popayanus), кауканські лазаючі миші (Rhipidomys caucensis), темноногі гірські миші (Handleyomys fuscatus), колумбійські трав'яні миші (Akodon affinis), колумбійські рисові хом'яки (Handleyomys intectus), колумбійські дрібновухі мідиці (Cryptotis colombiana), медельїнські дрібновухі мідиці (Cryptotis medellinia), лускатолапі дрібновухі мідиці (Cryptotis squamipes) та північні ценолести (Caenolestes convelatus).
Серед поширених в екорегіоні птахів слід відзначити андійську пенелопу (Penelope montagnii), коста-риканського голуба (Patagioenas subvinacea), фіолетоволобого колібрі-лісовичка (Thalurania colombica), синьохвостого колібрі-білогуза (Chalybura buffonii), андійського кондора (Vultur gryphus), андійського сичика-горобця (Glaucidium jardinii), андійського квезаля (Pharomachrus auriceps), колумбійського аратингу (Psittacara wagleri), андійського папугу (Leptosittaca branickii), андійського гребнечуба (Rupicola peruvianus), чорного покривника (Percnostola immaculata), лісового батарито (Dysithamnus mentalis), середнього дереволаза-міцнодзьоба (Xiphocolaptes promeropirhynchus), андійського пію (Synallaxis azarae), сірогорлого пію (Synallaxis brachyura), гірського тікотіко (Anabacerthia striaticollis), смугастоволого тирана (Myiodynastes chrysocephalus), гірську еленію (Elaenia frantzii), андійського тирана-інку (Leptopogon superciliaris), мухоїда-білозора (Myiotriccus ornatus), андійського віреона (Vireo leucophrys), колумбійського віреона (Cyclarhis nigrirostris), світлогорлого гагера (Cyanolyca armillata), зелену паю (Cyanocorax yncas), чорнодзьобого дрозда (Turdus ignobilis), золотолобу гутураму (Euphonia xanthogaster), жовтоголову танагру (Tangara xanthocephala), золоту танагру (Tangara arthus) та гірську танагру-короткодзьоба (Buthraupis montana).
Ендеміками екорегіону є колумбійські пенелопи (Penelope perspicax), жовтолобі амазони-карлики (Hapalopsittaca fuertesi), іржасточереві мурашниці (Grallaria alvarezi), ураоанські мурашниці (Grallaria urraoensis) та вохристогруді тапіранги (Ramphocelus flammigerus), а майже ендемічними його представниками — колумбійські чачалаки (Ortalis columbiana), каштанові токро (Odontophorus hyperythrus), колумбійські колібрі-інки (Coeligena orina), білогорлі колібрі-капуцини (Schistes albogularis), сірі добаші (Picumnus granadensis), сірощокі кабезони (Semnornis ramphastinus), жовтощокі папуги (Ognorhynchus icterotis), колумбійські мурашниці (Grallaria milleri), сизочереві мурашниці (Grallaria rufocinerea), вусаті мурашниці (Grallaria alleni), неотропічні тапакуло (Scytalopus stilesi), татаманські тапакуло (Scytalopus alvarezlopezi), ману-самітники (Cercomacroides parkeri), смугасточереві сорокуші (Thamnophilus multistriatus), жовтоголові манакіни (Chloropipo flavicapilla), колумбійські ореджеріто (Pogonotriccus lanyoni), колумбійські трупіали (Hypopyrrhus pyrohypogaster), золотолобі чернітки (Myioborus ornatus), жовтоголові заросляки (Atlapetes flaviceps), довгочубі габії (Habia cristata), бірюзові цукристи (Dacnis hartlaubi), золотогорлі блакитнарі (Iridosornis porphyrocephalus), колумбійські аркеї (Bangsia melanochlamys), золотощокі аркеї (Bangsia aureocincta) та колумбійські танагри-білозори (Chlorochrysa nitidissima).
Герпетофауна екорегіону включає низку ендемічних та рідкісних видів амфібій, зокрема розмальовану коротконогу жабу (Atelopus pictiventris) і плямисту жабу-розбійника (Pristimantis maculosus), та плазунів, зокрема колумбійську ріаму (Riama columbiana) і полоза Лехманна (Atractus lehmanni)

## Збереження
Більша частина лісів у долині Кауки, особливо на висоті від 1000 до 2000 м над рівнем моря, була знищена, а їх залишки значно фрагментовані. Тим не менш, у високогір'ях Західного та Центрального хребтів збереглися ділянки незайманих лісів, які підтримують багату фауну. Основними загрозами для збереження природи регіону є розвиток сільського господарства, лісозаготівля та полювання.
Оцінка 2017 року показала, що 3623 км², або 11 % екорегіону, є заповідними територіями. Природоохоронні території включають: Національний природний парк Невадо-дель-Уїла, Національний природний парк Лос-Невадос, Національний природний парк Лас-Ермосас, Національний природний парк Татама, Національний природний парк Пурасе, Національний природний парк Фаральйонес-де-Калі, Лісовий заповідник Йотоко та Регіональний парк Укумарі.